# Enargia upsilon
Enargia upsilon là một loài bướm đêm trong họ Noctuidae.